# Diaea rufoannulata
Diaea rufoannulata är en spindelart som beskrevs av Simon 1880. Diaea rufoannulata ingår i släktet Diaea och familjen krabbspindlar.
Artens utbredningsområde är Nya Kaledonien. Inga underarter finns listade i Catalogue of Life.